# Стренд, Пол
Пол Стренд (англ. Paul Strand, 16 октября 1890, Нью-Йорк — 31 марта 1976, Париж) — американский фотограф и кинорежиссёр-документалист, один из родоначальников документальной фотографии.

## Биография

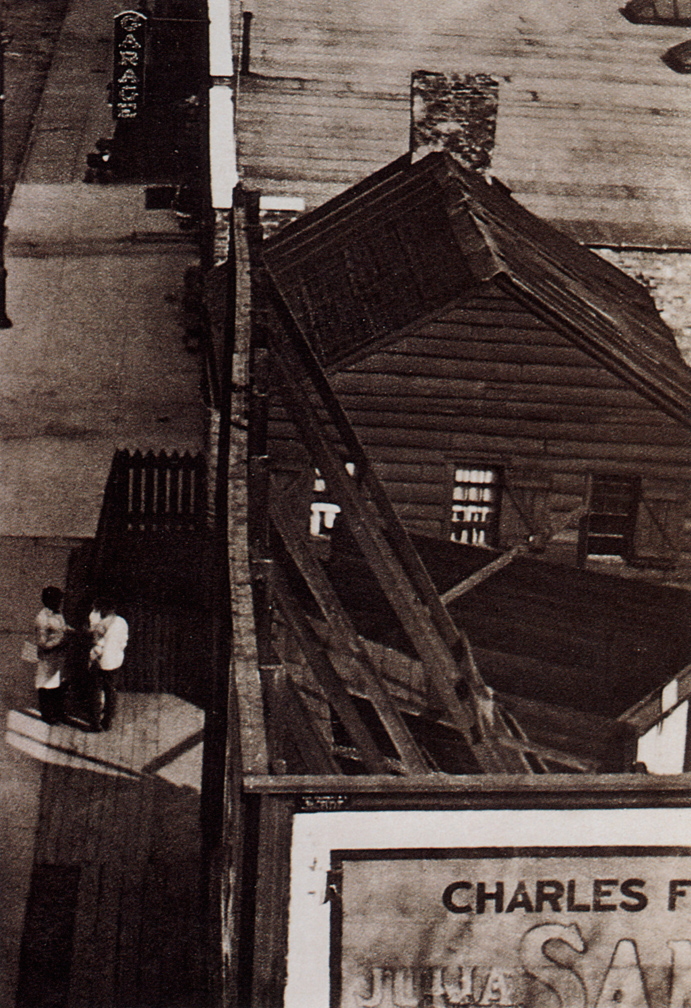
Пол Стренд. Нью-Йорк, 1917.

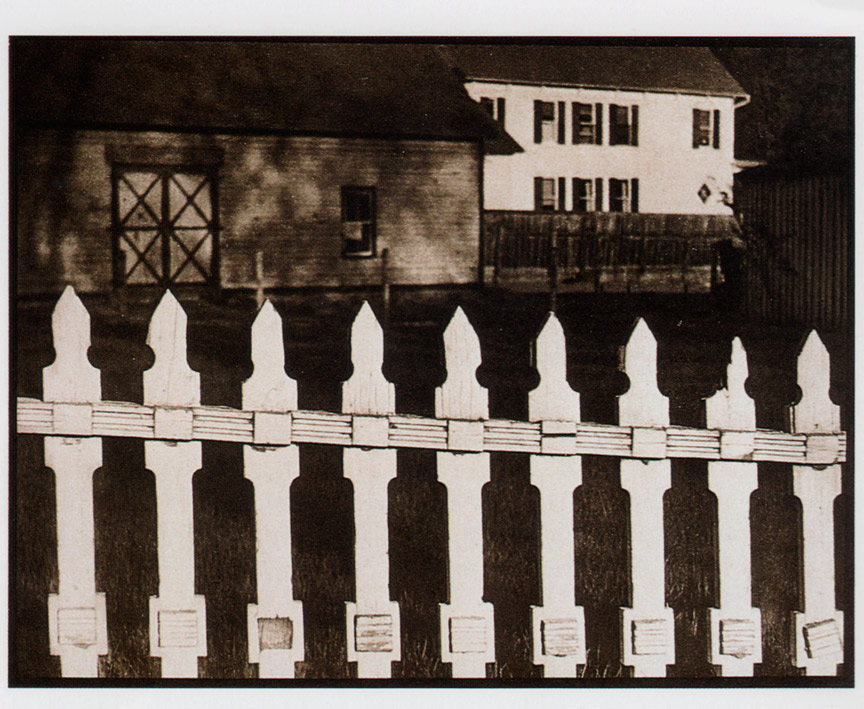
Пол Стренд. Белый забор. Ок. 1917.

Родители — выходцы из Богемии. Учился фотографии в частной нью-йоркской Ethical Culture Fieldston School у Льюиса Хайна. Попав в художественную галерею модернистской фотографии 291, которой руководили Альфред Стиглиц и Эдвард Стейхен, начал заниматься фотоискусством всерьез. Стиглиц поддержал молодого фотографа, печатал его снимки в журнале Camera Work.
В 1915 году Пол начал делать все больше абстрактных фотографий. Журнал «Camera Work» посвятил свое последнее двойное издание фотографиям Пола Стренда. Именно он придал новое направление, именуемое впоследствии « непосредственной фотографией».
Стренд стал одним из основателей Лиги фотоискусства, выступавшей в 1936—1951 за социальные реформы. Большое влияние на его художественную манеру оказало творчество Эдварда Хоппера. Обозначил и развивал идеи близкие принципам калифорнийской группы группы F/64. В 1946 большая ретроспективная выставка работ Стренда прошла в нью-йоркском Музее современного искусства. Работы Стренда охватили множество жанров, к ним относятся документальная фотография, портреты, пейзажи, фото растений, тематика архитектуры, фотографии индустриальных объектов и машин.
В 1949 Стренд отправился представлять свой фильм Родная земля на Кинофестиваль в Карловых Варах. После этого, не желая терпеть укрепляющийся у него на родине маккартизм (среди друзей Стренда было немало коммунистов и социалистов), он остался во Франции и не возвращался в США. Двадцать семь последних лет Стренд прожил в Оржевале (департамент Ивелин, Иль-де-Франс), путешествовал по Италии, Шотландии, Египту, Гане и др.
Особой известностью пользовался его фотоальбом Франция в профиль (Лицо Франции, 1952).

## Фильмография
- 1921 — Manhatta'
- 1925 — The Live Fire
- 1936 — Redes (The Wave, о Мексике),
- 1936 — The Plow That Broke the Plains
- 1940 — Heart of Spain (об Испании)
- 1942 — Native Land

## Признание
В 1967 Немецкая академия фотоискусства отметила вклад Стренда в искусство медалью Дейвида Октавиуса Хилла.